# La grande storia degli Indiani d'America
La grande storia degli Indiani d'America (in originale L'Épopée des Peaux-Rouges) è un libro di Jean Pictet (Ginevra, 1914-2002).

## Edizioni
- Jean Pictet, La grande storia degli Indiani d'America, traduzione di Clizia Carminati, collana Oscar storia, Arnoldo Mondadori Editore, 2000.